# Джордж Джеймс Цуніс
Джордж Джеймс Цуніс (англ. George James Tsunis, Йоргос Цуніс, грец. Γιώργος Τσούνης; нар. 26 грудня 1967, США) — греко-американський адвокат, бізнесмен, філантроп, радник з питань публічної політики, лобіст та дипломат. Посол США у Греції з 10 травня 2022 року. Відомий тим, що президент США Барак Обама висував його кандидатом на пост посла США в Норвегії, проте затягнуте затвердження Цуніса Сенатом стало причиною відсутності посла США в Норвегії протягом безпрецедентного періоду в 23 місяці. У грудні 2014 року відкликав свою кандидатуру.
У квітні 2017 року Цуніс та його дружина виділили 1 млн доларів Онкологічному центру Університету Стоуні-Брук, на які була заснована стипендія для проведення біомедичних досліджень боротьби з раком. Також на кошти Цунісів у цьому навчальному закладі відкрився Центр грецьких досліджень Джорджа та Ольги Цуніс.
25 травня 2022 року зустрівся із Вселенським патріархом Варфоломієм.
8 жовтня 2021 року Джо Байден номінував його на посаду Посла США в Греції. 11 березня 2022 року Сенат США затвердив його на цій посаді. Вручив вірчі грамоти президенту Греції Катерині Сакелларопулу 10 травня 2022.